# Deutsches Stadion (Nürnberg)

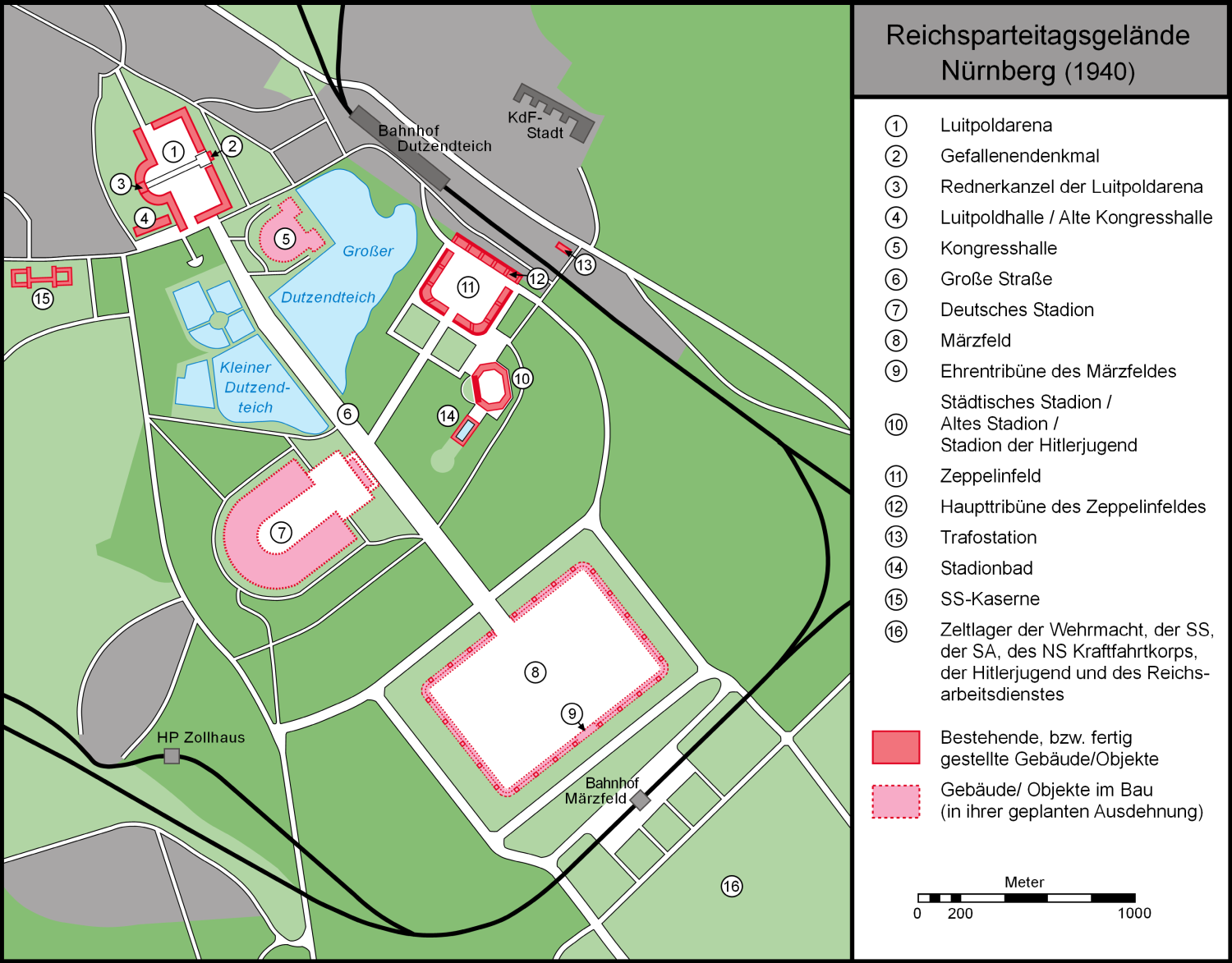
Das „Deutsche Stadion“ sollte sich an der „Großen Straße“, zwischen der Kongresshalle und dem Märzfeld befinden.

Das Deutsche Stadion wurde von Albert Speer für das Reichsparteitagsgelände in Nürnberg entworfen. Die hufeisenförmige Arena sollte als „größtes Stadion der Welt“ auf halber Höhe südwestlich der Großen Straße entstehen und war unter anderem für die Ausrichtung nationalsozialistischer Kampfspiele und der Olympischen Spiele vorgesehen.
Die Realisierung des Bauwerks kam jedoch nicht über das Ausheben der Baugrube hinaus. Die einzig sichtbaren Relikte bilden der Silbersee und der Silberbuck, die das Naherholungsgebiet Volkspark Dutzendteich ergänzen.

## Geschichte

### Architektonischer Entwurf
Der Entwurf war, wie Speer selbst sagte, durch das Panathinaiko-Stadion inspiriert, das ihn in hohem Maße beeindruckt hatte, als er 1935 Athen besichtigte. Speers Stadion in Nürnberg war geplant als eine gigantische Vergrößerung des griechisch-römischen Vorbilds, von dem er die Hufeisen-Bauform und die Propyläen übernahm, allerdings umgewandelt in eine angehobene, auf Pfeilern errichtete Struktur mit großem Säulenhof, die zum geöffneten Ende des Stadions einen mit Pfeilern versehenen inneren Hof erhalten sollte.
Die Planungen für das Stadion in Nürnberg konnten nicht wie beim Panathinaiko-Stadion in Athen auf eine Lage am Grund einer Schlucht zurückgreifen, sondern mussten ausgerichtet werden auf ein flaches Stück Land (24 Hektar). Deswegen hätten seine fünf Ränge für 400.000 Zuschauer in der üblichen römischen Weise durch massive Tonnengewölbe gestützt werden müssen. Rosafarbene Granitblöcke waren für die Außenfassade vorgesehen, die zu einer Höhe von ungefähr 90 Metern aufgeragt hätte: eine Reihe aus 65 Meter hohen Bögen sollte auf einem Unterbau aus dunkelrotem Granit ruhen.
Der Bogengang und das Podest deuten wiederum ein römisches Rondell oder Stadion an und nicht ein griechisches, welches nämlich der Tradition nach nicht zwingend auf einem Unterbau ruhte. Um eine breite Masse an Zuschauern schnell zu ihren Reihen zu bringen, sollten Express-Aufzüge installiert werden, die 100 Zuschauer gleichzeitig zu den Sitzen auf den oberen drei Rängen befördern. Die kurze Quermittellinie des Stadions kulminierte an jedem ihrer Enden in die große Ehrentribüne für den Führer, die Ehrengäste und die Presse. Noch einmal diente die römische Bauweise als Vorbild.
Speer wählte anscheinend eine Hufeisenform für sein Gebäude, nachdem er die ovale Form eines Amphitheaters zurückgewiesen hatte. Der zuletzt erwähnte Plan hätte nach Speers Behauptung die Hitze intensiviert, sowie einen psychologischen Nachteil hervorgerufen – ein Kommentar, den er nicht weiter erläuterte. Als Speer die enormen Kosten des Bauwerks erwähnte, antwortete Hitler, der den Grundstein am 9. September 1937 legte, dass der Bau weniger als zwei Schlachtschiffe der Bismarck-Klasse kosten würde.
Wolfgang Lotz, der 1937 über das Deutsche Stadion schrieb, kommentierte, dass es zweimal die Anzahl von Zuschauern aufnehmen würde, die im Circus Maximus in Rom Platz gefunden hätten. Unvermeidlich in jener Zeit, hob er auch das Gemeinschaftsgefühl hervor, das solch ein Gebäude zwischen Konkurrenten und Zuschauern erzeugen würde:

„Wie im antiken Griechenland werden hier die Elite und höchst erfahrene Männer auserwählt aus der Masse der Nation gegeneinander antreten. Eine gesamte Nation in mitfühlendem Erstaunen sitzt in den Rängen. Zuschauer und Wettbewerbsteilnehmer gehen über in eine Einheit.“

Die Idee, hier pangermanische Leichtathletik-Wettbewerbe zu veranstalten, wurde möglicherweise durch die Panathenäen angeregt, aber Speers Stadion war stilistisch eher dem antiken Rom verpflichtet als den Griechen; mit seinem riesigen gewölbegestützten Unterbau und der im Bogengang offenen Außenfassade ähnelte es mehr dem Circus Maximus als dem Stil des Athener Panathinaiko-Stadion. Wieder einmal stellte ein Nazi-Gebäude eine Mischung aus griechischen und römischen Elementen dar, mit überwiegendem Anteil des Römischen.
Aber Hitler wollte ein derartiges Stadion nicht hauptsächlich, damit es als Mittelpunkt für deutsche Leichtathletik dient. Das wiederhergestellte Panathinaiko-Stadion in Athen war für die Olympischen Spiele 1896 und die Olympischen Sonderspiele von 1906 benutzt worden. 1936 wurden die Spiele auf dem Reichssportfeld in Berlin abgehalten, aber Hitler beharrte darauf, dass nach 1940, als die Spiele in Tokio geplant waren, alle zukünftigen Spiele im Deutschen Stadion stattfinden sollten. Dieses Stadion war in allen Maßen weit größer als das Berliner Olympiastadion, das über eine Kapazität von 115.000 Zuschauern verfügte. Hitlers Annahme steht ohne Zweifel, dass nach seinem Sieg im Zweiten Weltkrieg die unterworfene Welt keine andere Wahl gehabt hätte, als immer im Abstand von vier Jahren zu den Olympischen Spielen alle Athleten nach Deutschland zu schicken. Pangermanische Spiele sollten gleichbedeutend sein mit einem weltweiten Wettbewerb, bei dem die Sieger ihre Belohnung vom Führer erhalten hätten, umgeben von den Getreuen der Partei, die in der geraden Querachse des Stadions auf an antike Götterbilder erinnernde Polster gebettet werden sollten. Demzufolge ließ dieser Stadionentwurf in Nürnberg Hitlers Verlangen nach der Weltherrschaft bereits ahnen (wie auch die Volkshalle, Berlin), lange bevor dieses Ziel in Worte gefasst wurde.

### Versuchstribünenanlage

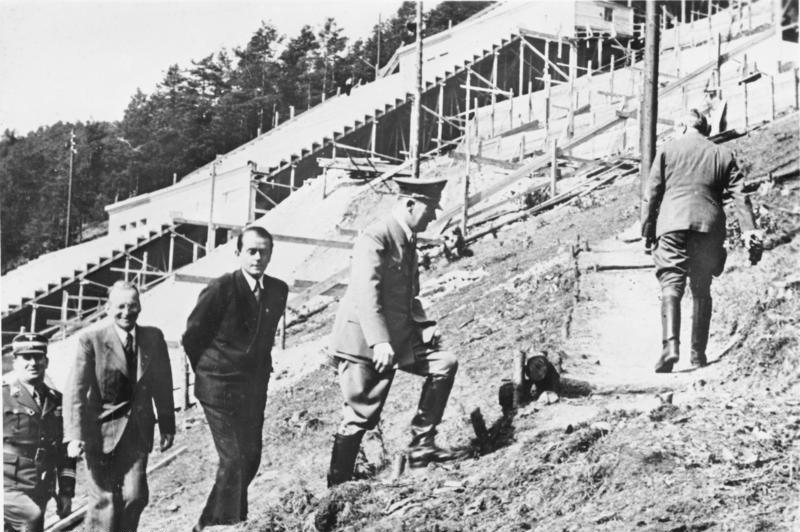
Albert Speer (3. v. l.) und Adolf Hitler bei einem Besuch der Versuchstribünenanlage (März 1938)

Um die optimale Anordnung der Reihen auszutesten, wurde ab dem 9. September 1937 auf einem Hang bei der Ortschaft Oberklausen im Hirschbachtal auf dem Hohen Berg (49° 34′ 3,2″ N, 11° 34′ 26,9″ O) ein Modell einer Sitzreihe des Deutschen Stadions im Originalmaßstab errichtet. Es bestand aus fünf Rängen, die mit unterschiedlichen Neigungswinkeln ausgeführt wurden, um die optimalen Sichtverhältnisse festzustellen.

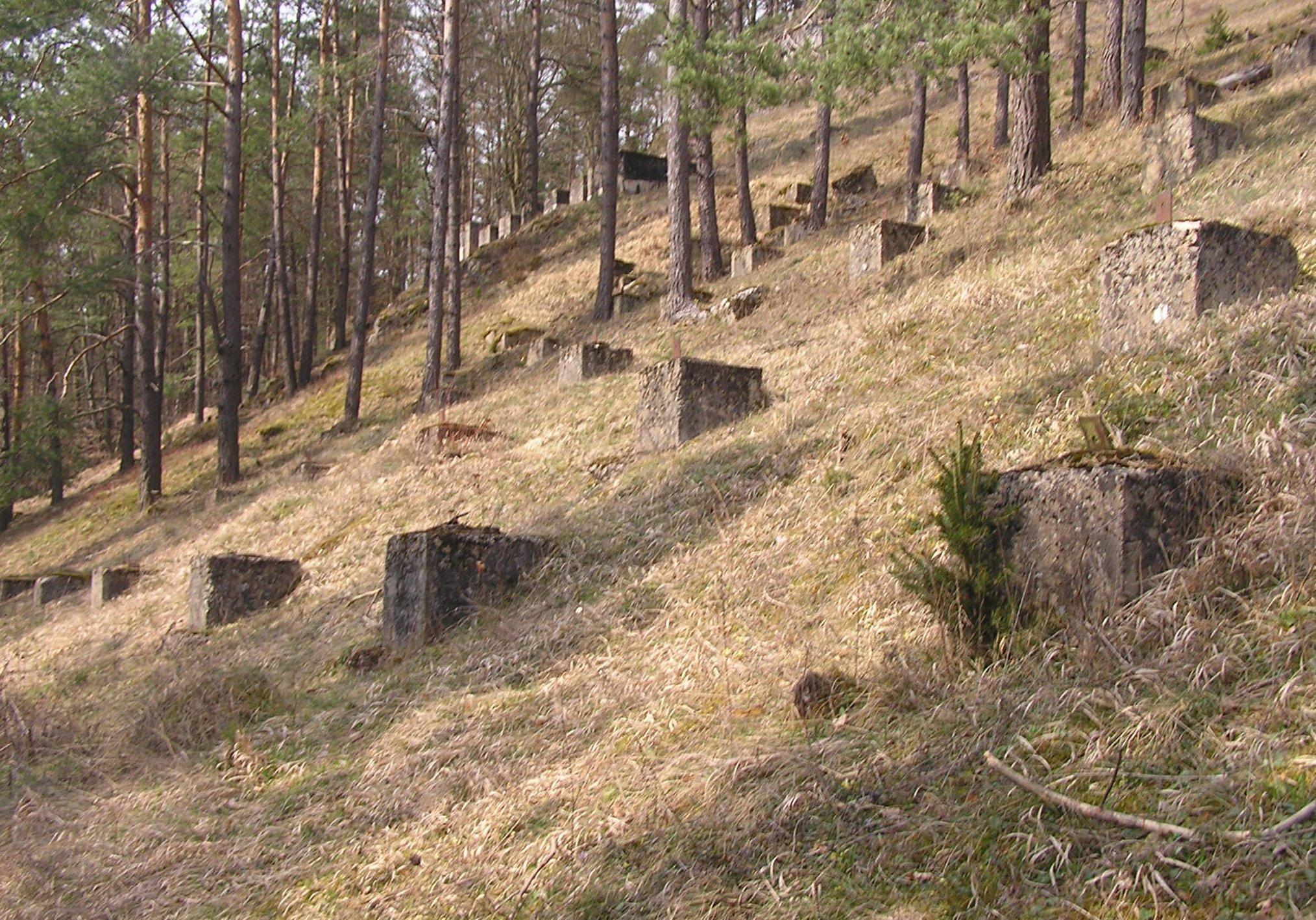
Betonfundamente des Stadionmodells an einem Hang bei Oberklausen.

Dieses Modell bestand aus Betonblöcken, auf denen Holzaufbauten mit den Rängen standen. Nach 1945 wurden die Holzaufbauten entfernt. Die Betonfundamente existieren noch heute. Sie stehen seit 2002 unter Denkmalschutz.

### Baugrube

#### Baubeginn – Baustopp
Die Grundsteinlegung für die riesige Arena fand am 9. September 1937 durch Hitler statt. Die Fertigstellung war für 1945 geplant.
Die Ausschachtarbeiten für die hufeisenförmige Baugrube wurden 1938 begonnen und bereits ein Jahr später wieder eingestellt. 1939 war die Baugrube in den Nordostenden des „Hufeisens“ mit einer Tiefe von zehn Metern weitgehend fertiggestellt, während in der Rundung im Südwesten noch eine Einfahrtsrampe für Lkw und somit eine geringere Aushubtiefe bestand. Rings um die Ausschachtung für das Fundament wurden Bahngleisanlagen, Entladestationen und Versorgungsgebäude errichtet. Unmittelbar östlich an die Baugrube anschließend war ein großer Fußgängertunnel unter der „Großen Straße“ angelegt worden, der in den Nachkriegsjahren zugeschüttet wurde.

#### Silbersee
Aufgrund des Ausbruches des Zweiten Weltkrieges kam das Bauprojekt nicht weit über die Ausschachtung der Baugrube und die Vorbereitung des Baugrundes hinaus. Die bereits mit roten Ziegeln gemauerten Grundmauern im östlichen Teil wurden beim Bau des Messeparkhauses freigelegt und mit dem Parkhaus überbaut. Das im gesamten Dutzendteichgebiet sehr oberflächennah anstehende Grundwasser der Baugrube bedingte während der Kriegsjahre bis zum Beginn des Jahres 1945 eine Grundwasserhaltung mittels Pumpenanlagen, die mit dem Kriegsende eingestellt wurde. Die riesige Fundamentausschachtung füllte sich in der Folgezeit mit Grundwasser. Es entstand der Silbersee als sechste und jüngste Wasserfläche im Dutzendteichgebiet.

#### Silberbuck

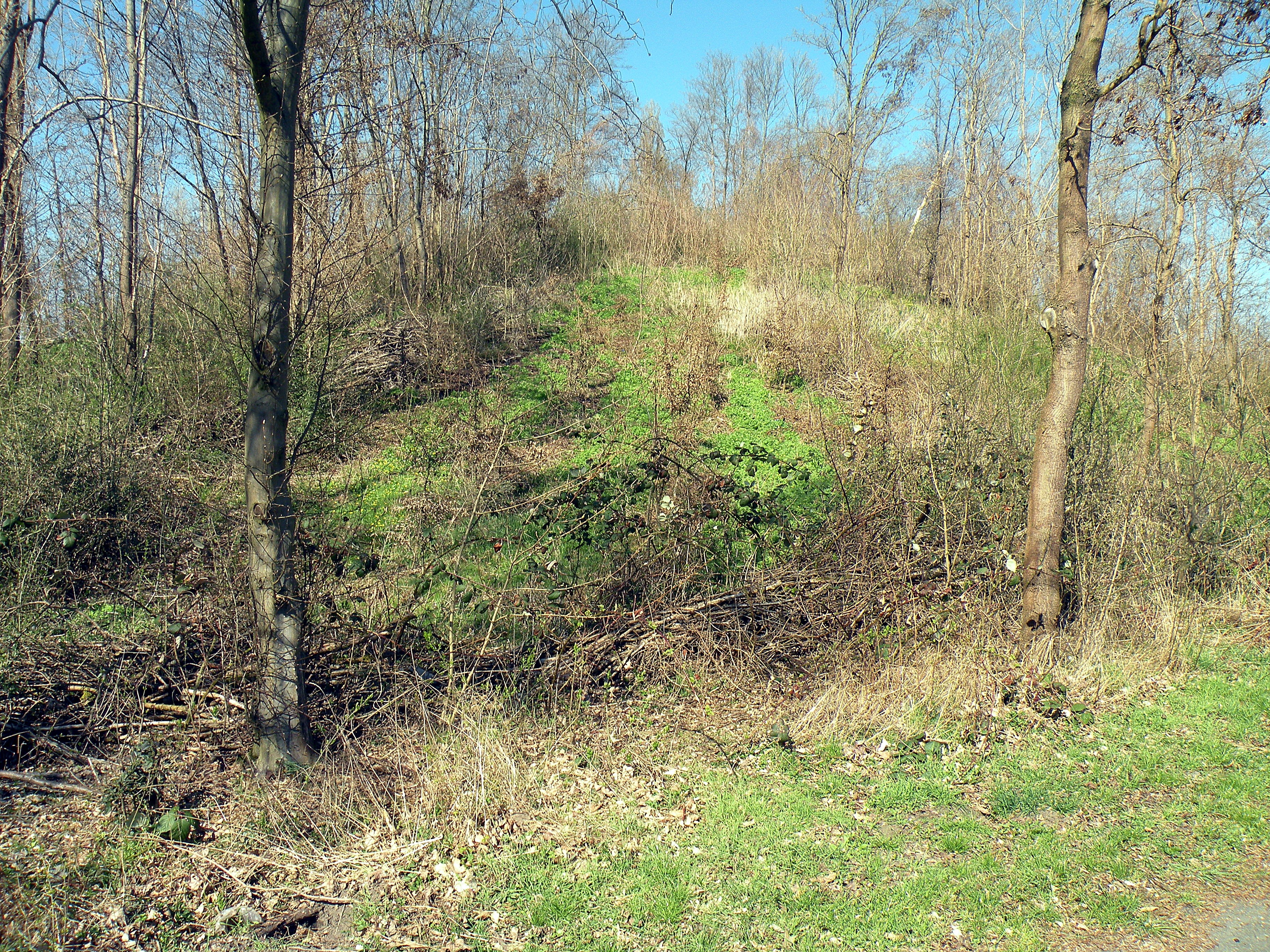
Silberbuck

In den Nachkriegsjahren wurde in der – mittlerweile zu einem großen, hufeisenförmigen See gewordenen – ehemaligen Baugrube die zentrale Nürnberger Schuttdeponie eingerichtet.

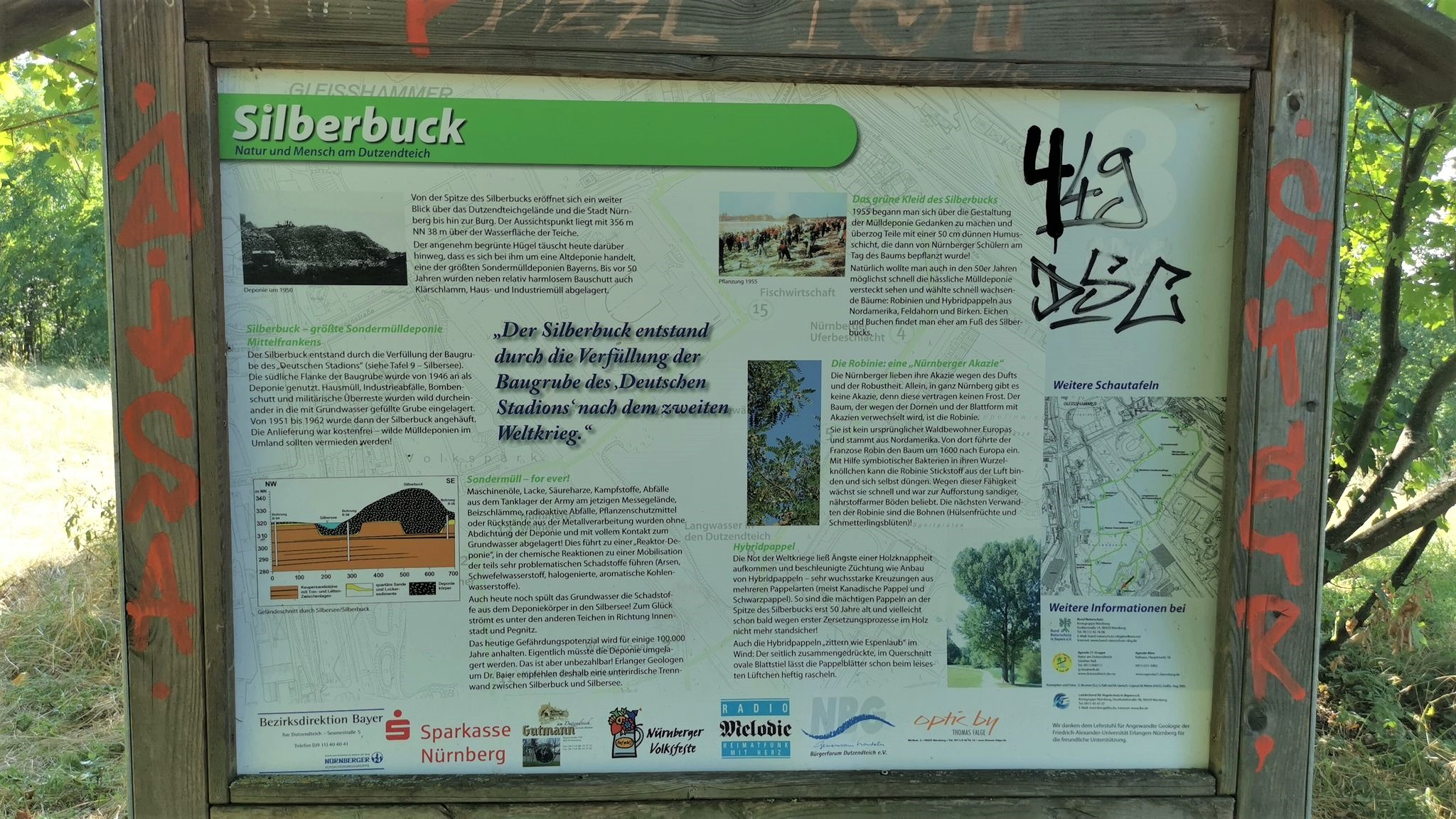
Infotafel auf dem Silberbuck

Die Auffüllung im südwestlichen Teil der Baugrube begann 1946 mit nicht verwendeten Baumaterialien für das Reichsparteitagsgelände sowie ca. 10 Millionen Tonnen Trümmerschutt aus der zu 90 % zerstörten Nürnberger Altstadt. Hierfür wurde eigens eine schmalspurige Trümmerbahn, die sogenannte Moll-Bahn gebaut, die, nachdem die Aufnahmekapazitäten erschöpft waren, bis nach Fischbach weiterführte. In den Folgejahren bis Ende 1962 wurden von städtischen Behörden, Privatpersonen und Industriebetrieben ohne Sicherungsmaßnahmen große Mengen Hausmüll sowie Chemie-, Gift- und Industrieabfälle abgelagert. Nach heutiger Einschätzung hat der Großteil dieser Materialien Sondermüllcharakter. Infolge der fehlenden Abdichtung ist der Silberbuck über das lokale Grundwasser mit dem Silbersee verbunden und die Ursache für das Vorkommen von giftigem Schwefelwasserstoff. Eine Deponiesanierung ist aus Kostengründen bisher nicht vorgesehen.
Der Niveauausgleich mit der natürlichen Geländeoberfläche wurde 1951 erreicht. Danach begann man die Hochdeponie zu errichten, die bis 1962 betrieben wurde. Parallel zu den laufenden Deponierungsmaßnahmen wurde bereits 1955 damit begonnen, einen Teil des Deponiekörpers mit einer etwa 0,5 m dicken Humusschicht und Klärschlamm zu überdecken und unter Mithilfe von Schulklassen zu begrünen. Nach Schließung der Deponie wurde der entstandene Hügel komplett begrünt und aufgeforstet.
Der heute 35 m hohe Aussichtsberg (ca. 356 m über Meeresspiegel) ist der höchste Punkt des Volksparks Dutzendteich und wurde 1970 offiziell als Silberbuck benannt.